# Équipe de Nouvelle-Zélande de rugby à XV à la Coupe du monde 2003
L'équipe de Nouvelle-Zélande a terminé troisième de la Coupe du monde de rugby 2003, après avoir battu l'équipe de France lors de la petite finale. Elle a été battue en demi-finale par l'équipe d'Australie (10-22).
À noter que l'équipe a été handicapée par la perte sur blessure de Tana Umaga lors du premier match.
Trois joueurs ont disputé les sept matchs comme titulaires : Reuben Thorne (cap.), Carlos Spencer et Mils Muliaina.
Les joueurs ci-après ont joué pendant cette coupe du monde 2003. Les noms en gras désignent les joueurs qui ont été titularisés le plus souvent.

## Première Ligne
- Greg Somerville (6 matchs, 6 comme titulaire)
- Keven Mealamu (5 matchs, 5 comme titulaire)
- David Hewett (6 matchs, 5 comme titulaire)
- Kees Meeuws (6 matchs, 2 comme titulaire)
- Mark Hammett (5 matchs, 1 comme titulaire)
- Carl Hoeft (2 matchs, 1 comme titulaire)
- Corey Flynn (2 matchs, 1 comme titulaire)

## Deuxième Ligne
- Chris Jack (5 matchs, 5 comme titulaire)
- Brad Thorn (7 matchs, 4 comme titulaire)
- Ali Williams (5 matchs, 5 comme titulaire)

## Troisième Ligne
- Jerry Collins (5 matchs, 5 comme titulaire)
- Rodney So'oialo (4 matchs, 2 comme titulaire)
- Richard McCaw (7 matchs, 5 comme titulaire)
- Reuben Thorne (capitaine, 7 matchs comme titulaire)
- Marty Holah (7 matchs, 1 comme titulaire)
- Daniel Braid (2 matchs, 1 comme titulaire)

## Demi de mêlée
- Justin Marshall (5 matchs, 5 comme titulaire)
- Byron Kelleher (1 match, non titulaire)
- Steve Devine (3 matchs, 2 comme titulaire)

## Demi d’ouverture
- Carlos Spencer (7 matchs comme titulaire)

## Trois quart centre
- Tana Umaga (1 match, 1 comme titulaire)
- Leon MacDonald (7 matchs, 6 comme titulaire, 1 comme arrière)
- Daniel Carter (5 matchs, 3 comme titulaire)
- Aaron Mauger (4 matchs, 4 comme titulaire)
- Ma'a Nonu (3 matchs, 1 comme titulaire)

## Trois quart aile
- Doug Howlett (7 matchs, 6 comme titulaire)
- Joe Rokocoko (5 matchs, 5 comme titulaire)
- Caleb Ralph (4 matchs, 2 comme titulaire)

## Arrière
- Mils Muliaina (7 matchs comme titulaire, 1 comme trois quart aile)
- Ben Atiga (1 match, non titulaire)

## Meilleurs marqueurs d'essais néo-zélandais
- Doug Howlett : 7 essais
- Mils Muliaina : 7 essais
- Joe Rokocoko : 6 essais

Ce sont aussi les trois meilleurs marqueurs d'essais de la coupe du monde 2003.

## Meilleur réalisateur néo-zélandais
- Leon MacDonald : 75 points